# Jean-Luc Chenut
Pour les articles homonymes, voir Chenut.
Jean-Luc Chenut, né le 29 mars 1960 à Vannes, est un homme politique français, membre du Parti socialiste (PS). Il est président du Conseil départemental d'Ille-et-Vilaine depuis 2015.

## Biographie

### Formation et vie professionnelle
Jean-Luc Chenut naît le 29 mars 1960 à Vannes.
Originaire de Feins, Jean-Luc Chenut est titulaire d'un DEA d'Aménagement qu'il a obtenu à l'université Rennes-II en 1984. Son mémoire de fin d'étude est dirigé par Michel Phlipponneau, et porte sur « Les effectifs scolaires : étude sur l'aire de l'habitat de Rennes ». Il intègre la fonction publique territoriale en 1986 au grade d'attaché territorial. Il occupe plusieurs postes de direction, notamment la fonction de directeur général des services de la mairie du Rheu jusqu'à la fin des années 1990.

### Parcours politique
Après avoir été conseiller municipal à Feins de 1995 à 2001, il est élu maire du Rheu en 2001 et est réélu en 2008 et 2014. Il démissionne du conseil municipal du Rheu en janvier 2025.
Il fait son entrée au Conseil général d'Ille-et-Vilaine lors des élections cantonales de 2008 en étant élu dans le canton de Mordelles. Il est réélu lors des élections départementales de 2015 dans le canton du Rheu en compagnie d'Armelle Billard.

#### Président du Conseil départemental
À la suite de la décision de Jean-Louis Tourenne, président sortant, de ne pas se représenter lors de ces élections, il est élu président du Conseil départemental d'Ille-et-Vilaine le 2 avril 2015,. À la suite de cette élection, il abandonne son mandat de maire. Il apporte son soutien à Manuel Valls lors de la primaire présidentielle socialiste de 2017 mais ne parraine ensuite aucun candidat à l'élection présidentielle.
Il est réélu président du Conseil départemental le 1er juillet 2021 après la conclusion d'un accord entre les composantes de la majorité politique sortante et Europe Écologie - Les Verts (EELV), qui dispose désormais de dix élus après avoir défait le Parti socialiste dans cinq cantons sur six à Rennes. En septembre 2021, il est désigné vice-président de l'Assemblée des départements de France (ADF). Il accorde son parrainage à Anne Hidalgo pour l'élection présidentielle de 2022.
À la suite d'une intervention chirurgicale en novembre 2023 qui le contraint à travailler depuis son domicile, il cède temporairement le suivi des affaires courantes et la présidence des différentes instances à la première vice-présidente du Conseil départemental.
Il est reçu en avril 2024 avec le président du Conseil départemental du Calvados Jean-Léonce Dupont par le ministre de l'Économie et des Finances Bruno Le Maire car les Départements rencontrent d'importantes difficultés budgétaires en raison de la forte baisse des droits de mutation à titre onéreux. En novembre suivant, il annonce qu'entre la baisse des recettes, les mesures d'économies prévues par le projet de loi de finances pour 2025 et la hausse des dépenses liées à l'inflation et aux politiques sociales, le Conseil départemental fait face à un déséquilibre de 77 millions €. Il annonce en conséquence devoir diminuer les subventions aux secteurs associatifs et aux communes pour l'année 2025. Lors de la présentation du budget 2025, il annonce des économies de fonctionnement de 30 millions €, notamment en divisant par deux les subventions en matière de sport et de culture.

### Prises de position
Il est un soutien de l'ancien Premier ministre Bernard Cazeneuve,,.
Il annonce le 9 janvier 2025 la fermeture de son compte personnel et du compte institutionnel du Conseil départemental sur le réseau social X, arguant d'une « absence totale de modération, prolifération de discours haineux et violents, mise en avant algorithmique de contenus extrémistes et climatosceptiques, complotisme » et regrettant « une impossibilité à faire entendre sur X un autre discours, mettant en avant des valeurs démocratiques, humanistes et républicaines et apportant une information sourcée et vérifiable ». Cette décision intervient peu après un choix similaire du président et du Conseil départemental de la Loire-Atlantique.
Dans la perspective du 81e congrès du Parti socialiste, en 2025, il indique soutenir le « texte d'orientation » de Nicolas Mayer-Rossignol.

## Décoration
- 2020 :  Chevalier de la Légion d'honneur[24]